# Kazimierz III gniewkowski
Kazimierz (Kaźko) III gniewkowski (ur. pomiędzy 1280 a 1287, zm. pomiędzy 1347 a 1350) – od 1306 lennik Polski, w latach 1306–1309 namiestnik na Pomorzu Gdańskim z ramienia Władysława Łokietka, od 1314 roku w wyniku podziału z braćmi książę gniewkowski, w latach 1332-1343 usunięty z księstwa przez Krzyżaków.

## Życiorys
Kazimierz III był trzecim pod względem starszeństwa synem księcia inowrocławskiego Siemomysła i Salomei. Dość wcześnie został osierocony przez ojca, w związku z czym znalazł się pod opieką najpierw matki (1287–1302), potem starszych braci Leszka i Przemysła. 
Od 1302 roku dopuszczony do formalnych współrządów w księstwie, choć już wcześniej w 1300 roku musiał wyrazić zgodę na podporządkowanie się królowi czeskiemu Wacławowi II. Po 1306 roku razem z bratem Przemysłem stał się wiernym wykonawcą polityki stryja książąt Władysława Łokietka. Otrzymał za to w 1306 roku urząd namiestnika w Tczewie na Pomorzu Gdańskim. Miasto zostało utracone w wyniku najazdu Zakonu Krzyżackiego w 1309 roku pomimo osobistych rozmów księcia inowrocławskiego z mistrzem krajowym pruskim Henrykiem von Plotzke (Kazimierz III posunął się nawet do tego, że prosił na kolanach, by von Plötzkau zwrócił Pomorze prawowitemu właścicielowi tj. Władysławowi Łokietkowi, jednak bez rezultatu). W 1309 roku razem z bratem Przemysłem Kazimierz zaangażował się w konflikt majątkowy z biskupem kujawskim Gerwardem. Spór ten obfitujący w wiele wydarzeń (m.in. złupienie biskupiego Raciąża, uwięzienie biskupa Gerwarda, czy wreszcie rzucenie klątwy na książąt kujawskich), zakończony został dopiero ugodą w 1311 roku. 
Od 1314 roku w wyniku podziału ojcowizny Kazimierz III został księciem malutkiego Gniewkowa. W 1318 roku uczestniczył w zjedzie możnych polskich w Sulejowie na której napisano suplikę do papieża z prośbą o koronację Władysława Łokietka. Jako sojusznik króla polskiego występuje również na dokumencie z 1325 roku, przy okazji zawarcia przez Łokietka sojuszu z Pomorzem Zachodnim. W 1332 roku podczas kolejnego etapu wojny z Zakonem Krzyżackim Gniewkowo zostało oblężone. Kazimierz III zdając sobie sprawę, że nie jest w stanie obronić grodu, zobowiązał się opuścić miasto, a nie chcąc by urządzenie obronne dostały się w ręce wroga - gród spalił. W wyniku wojny całe Kujawy zostały utracone, a Kazimierz III znalazł się na wygnaniu. Nie wiadomo, co robił po utracie księstwa, gdyż Kazimierz III pojawia się tylko przy okazji procesu polsko-krzyżackiego w Warszawie w 1339 roku i umowy w Kaliszu w 1343 roku. 
Dzięki postanowieniom pokoju kaliskiego książę mógł powrócić do rodowego Gniewkowa. Kazimierz III z nieznanej z imienia, ani pochodzenia żony miał co najmniej kilkoro dzieci, choć ze źródeł znamy tylko imię córki Elżbiety, żony bana Bośni Stefana II, oraz syna Władysława Białego, późniejszego księcia gniewkowskiego, oraz kandydata do tronu polskiego po śmierci Kazimierza III Wielkiego. Nie znamy dokładnej daty śmierci księcia gniewkowskiego - umarł pomiędzy 1347 a 1350 rokiem i nie wiadomo, gdzie został pochowany.

## Wywód przodków Kazimierza III
| 4. Kazimierz I kujawski zm. 14 grudnia 1267               |  |                                            |  |  |                                                     |
|                                                           |  | 2. Siemomysł inowrocławski zm. 1287        |  |  |                                                     |
| 5. Konstancja wrocławska zm. 21 lutego między 1253 a 1257 |  |                                            |  |  |                                                     |
|                                                           |  |                                            |  |  | 1. Kazimierz III gniewkowski zm. między 1347 a 1350 |
| 6. Sambor II zm. 30 grudnia 1277 lub 1278                 |  |                                            |  |  |                                                     |
|                                                           |  | 3. Salomea pomorska zm. między 1312 a 1314 |  |  |                                                     |
| 7. Matylda meklemburska zm. 23 listopada 1270             |  |                                            |  |  |                                                     |
|                                                           |  |                                            |  |  |                                                     |